# Nikki Jean
Nikki Jean (Saint Paul, 1983. augusztus 25. –) amerikai énekesnő, dalszerző.

## Pályafutása
Nicolle Jean Leary egy rövid életű philadelphiai zenekar énekeseként kezdte pályafutását. Lupe Fiasco rapperrel akkor ismerkedett meg, amikor a 2007-es Lupe Fiasco's The Cool című albumon együtt dolgoztak. Továbbra is gyakran együttműködik vele.
Miután két évig számos dalszerzővel közösen írt dalokat debütáló albumához − köztük Bob Dylannel és Carole Kinggel − 2011-ben kiadta a „Pennies in a Jar” című albumot. Az album pozitív kritikákat kapott, kereskedelmileg kevés sikerrel. 
Szólókarrierje három hosszabb lemezzel folytatódott: az X-Mas EP-vel (2013), a Champagne Water EP-vel (2014) és a Beautiful Prisonnal (2019).

## Albumok
- Pennies in a Jar (2011)

## EP-k
- X-Mas EP (2013)
- Champagne Water EP (2014)
- Beautiful Prison (2019)

## Filmek
- Nikki Jean az IMDb-n